# S. Fowler Wright

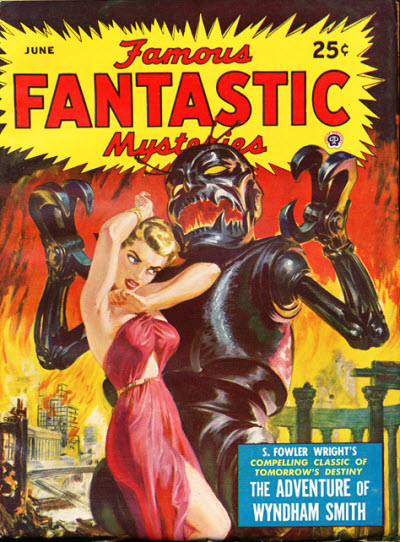
Povestirea The Adventure of Wyndham Smith - Aventura lui Wyndham Smith a fost reprodusă în ediția din 1950 a revistei Famous Fantastic Mysteries

Sydney Fowler Wright (n. 6 ianuarie 1874, Smethwick, Anglia, Regatul Unit al Marii Britanii și Irlandei – d. 25 februarie 1965) a fost un editor britanic, poet, autor de literatură științifico-fantastică și de ficțiune de mister, scenarist, precum și contabil și activist politic conservator. Wright a scris și sub pseudonimele Sydney Fowler și Anthony Wingrave.

## Biografie
Wright s-a născut în Smethwick (atunci districtul Kings Norton), Anglia. Wright a părăsit școala la unsprezece ani și și-a petrecut adolescența studiind literatura de specialitate atunci când nu lucra. De la o vârstă fragedă, Wright a adoptat în mod deliberat un stil de viață sănătos; el nu a fumat și nu a mâncat carne, și foarte rar a băut alcool. Wright a făcut, de asemenea, exerciții regulate ca drumeții sau ciclism în mediul rural.
A fost căsătorit de două ori. Prima sa soție a fost Nellie (Julia Ellen) Ashbarry, cu care s-a căsătorit în 1895. După moartea lui Nellie în 1918, Wright s-a căsătorit cu Truda (Anastasia Gertruda) Hancock în 1920. Wright a avut zece copii.

## Carieră literară
În 1917, Wright a ajutat la crearea Empire Poetry League și i-a editat jurnalul denumit Poetry. Wright a folosit jurnalul pentru a publica traducerile realizate de el al operelor lui Dante, Infernul și Purgatoriul.
Wright a început să scrie science fiction în anii 1920. Cartea Science-Fiction: The Early Years îl descrie pe Wright ca fiind "principalul scriitor britanic de science fiction situat undeva între Wells și scriitorii moderni". Primul său roman science fiction a fost The Amphibians (1924), stabilit într-un viitor în care umanitatea a fost înlocuită de ființele titulare (amfibienii). Romanul său din 1928, Deluge, despre o inundație care a devastat Marea Britanie, a fost un succes și a fost ulterior adaptat în 1933 într-un film la Hollywood cu același titlu. The Island of Captain Sparrow - Insula Capitanului Sparrow (1928) a fost inspirat de romanul Insula doctorului Moreau scris de H.G. Wells. Noul roman al lui Wright prezintă o rasă de ființe asemănătoare satirului, care este persecutată de oameni.
Wright a criticat civilizația industrială modernă, iar colecția sa din 1932, The New Gods Lead, conținea mai multe povestiri care au atacat tendințele cu care Wright nu a fost de acord, inclusiv contracepția și automobilul. The New Gods Lead include mai multe povestiri, inclusiv "The Rat", despre un doctor care descoperă un ser al nemuririi și "P.N. 40", care are loc într-un viitor represiv, controlat de suporterii eugeniei. "The Choice: An Allegory of Blood and Tears - Alegerea: o alegorie a sângelui și a lacrimilor" este o satiră asupra concepției creștine a raiului.
În 1934, Wright a vizitat Germania nazistă pentru a scrie o serie de articole de ziar. Alarmat de ceea ce a văzut, el a scris trei romane despre un viitor război în Europa: Prelude in Prague: The War of 1938 - Preludiu în Praga : Războiul din 1938, Four Days' War - Războiul de patru zile și Mediggo's Ridge. 

## Lucrări

### Romane științifico-fantastice
- The Amphibians (1924)

The Amphibians - Amfibienii descrie o călătorie în timp, unde povestitorul călătorește cu jumătate de milion de ani în viitor, în încercarea de a găsi doi exploratori anteriori care nu au reușit să se mai întoarcă din călătoria lor în viitor. Ceea ce el descoperă este o lume total diferită de a noastră, cum și a noastră este total diferită de cea a dinozaurilor care au rătăcit pe Pământ. El întâlnește mai multe popoare inteligente pe care le numește: "The Amphibians - Amfibienii", "The Killers - Criminalii" și "The Dwellers - Locuitorii". 
- The Island of Captain Sparrow (1928)

Este un roman clasic de aventură care povestește aventurile unui om care se luptă cu minunilor ciudate ale unui insule care nu este atât de pustie. Un marinar naufragiat pe o insulă are de-a face cu urmașii brutali și aproape inumani ai unui echipaj de pirați, precum și cu creaturi ciudate din mitologia greacă antică - de la satiri la o nimfă copac misterioasă ... care vorbește fluent limba franceza! Acest puțin cunoscut roman de aventură este plin de intrigi, aventuri, orașe pierdute și sălbatici.
- Deluge (1928)

Romanul descrie o inundație atât de severă încât a distrus civilizația modernă, lăsând pe cei câțiva supraviețuitori să se adapteze la rigorile lumii naturale. Ca și ceilalți scriitori englezi influențați de trauma primului război mondial, Sydney Fowler Wright își exprimă disprețul față de cele mai grave aspecte ale industrializării. Potopul, în opinia sa, devine o oportunitate pentru refacerea societății. Protagoniștii își dau seama curând că civilizația și tehnologia i-au privat de cunoștințele și abilitățile necesare supraviețuirii. Eliberați de supunerea lor față de reglementările sociale, ei se luptă să-și depășească propria brutalitate pentru a dezvolta un nou sentiment al comunității.
- Dawn (1929) [roman paralel și sequel al romanului Deluge]

Apele se ridică - peste tot - și cea mai mare parte a Angliei este inundată de ape, lăsând buzunare izolate ale omenirii să se lupte pentru supraviețuire - și pentru civilizație!
- The World Below (1929) [sequel al The Amphibians]

The World Below - Lumea de mai jos descrie un aventurier care călătorește 500.000 de ani în viitor cu ajutorul unei mașini a timpului. Acolo se confruntă cu o rasă de ființe inteligente, cu blană, amfibienii. Cu ajutorul lor el explorează planeta și este în cele din urmă capturat de Dwellers - Locuitorii, ființe super-inteligente care conduc destinele planetei.
- Dream, or the Simian Maid (1931) [primul roman al seriei Marguerite Cranleigh]

- Beyond the Rim (1932)
- Power (1933)
- Prelude in Prague: The War of 1938 (1934)
- The Vengeance of Gwa (1935) [al doilea roman al seriei Marguerite Cranleigh]
- Four Days War (1936) [sequel al Prelude in Prague]
- The Screaming Lake (1937)

Devereux și Juanita călătoresc adânc în jungla Amazonului, căutând aurul incaș. Ceea ce găsesc este un oraș antic uitat de timp, aflat pe malul Lacului Țipetelor, unde monștrii uriași se hrănesc cu călătorii imprudenți. Pot supraviețui întâlnirii lor cu un zeu viu?
- Megiddo's Ridge (1937) [sequel al Four Days War]
- The Hidden Tribe (1938)

Două femei capturate de conducătorul unei rase pierdute în deșertul Sahara se confruntă cu o soartă mai rea decât moartea! Numai un soldat britanic poate să le mai salveze.
- The Adventure of Wyndham Smith (1938)
- The Adventure of the Blue Room (ca Sydney Fowler) (1945)
- Spiders' War (1954) [al treilea roman al seriei Marguerite Cranleigh]

### Romane istorice
- Elfwin (1930)
- Lord's Right In Languedoc (1933)
- David (1934)
- Last Days Of Pompeii (1948) (redactare a romanului Lordului Edward Bulwer-Lytton de către S.F.W).
- Marguerite de Valois (1946) (traducere a romanului lui Alexander Dumas tatăl).
- The Siege Of Malta, Part One:St Elmo (1942)
- The Siege Of Malta, Part Two:St Angelo (1942) (Completare a romanului neterminat al lui Walter Scott)[11]

### Romane de mister (ca Sydney Fowler)
- The King against Anne Bickerton (1930, vts REX v Anne Bickerton și The Case of Anne Bickerton)
- By Saturday (1931)
- The Bell Street Murders (1931)
- Crime & co. (1931, vt The Hand-Print Mystery)
- Who Else But She? (1934, vts Cherchez la Femme și Who But She?)
- Was Murder Done? (1936)
- The Attic Murder (1936)
- Post-Mortem Evidence (1936)
- Four Callers in Razor Street (1937)
- The Jordans Murder (1938) (Retipărită în ediție prescurtată în 1941)
- The Murder In Bethnal Square (1938)
- The Wills of Jane Kanwhistle (1939)
- The Secret of the Screen (1940)
- The Hanging of Constance Hillier (1941)
- The Rissole Mystery (1941)
- A Bout with the Mildew Gang (1941)
- Second Bout with the Mildew Gang (1942)
- Dinner in New York (1943)
- The End Of The Mildew Gang (1944)
- Too Much for Mr. Jellipot (1945)
- Who Murdered Reynard? (1947)
- With Cause enough? (1954)

### Alte romane
- Seven Thousand In Israel (1931)
- Red Ike (1931, vt. Under The Brutchstone, Redactare a romanului lui J.M. Denwood Cumberland).
- Ordeal Of Barata (1939)

### Ficțiune scurtă
- "Automata: I" (1929)
- "Automata: II" (1929)
- "Automata: III" (1929)
- "P.N. 40" (1929)
- "The Rat" (1929)
- "Automata" (1929)
- "Brain" (1932)
- "Choice" (1932)
- "The Rule" (1932)
- "Proof" (1932)
- "Appeal" (1932)
- "This Night" (1932)
- "Justice" (1932)
- "Original Sin" (1946)
- "The Terror of William Stickers" (1946)
- "A Question of E.D.D." (1946)
- "The Congo Cat" (1946)
- "The Temperature of Gehenna Sue" (1946)
- "Carrots" (1946)
- "Burglar's Aid" (1946)
- "Who Else But She?" (1946)
- "Status" (1946)
- "The Witchfinder" (1946)
- "Obviously Suicide" (1951)
- "The Better Choice" (1955)

### Culegeri de povestiri
- Scenes from the Morte d'Arthur (1919) ca Alan Seymour
- The New Gods Lead (1932)
- The Witchfinder (1946)
- The Throne of Saturn (1949)
- S. Fowler Wright's Short Stories (1996) ISBN: 1-900848-00-7.

### Non-ficțiune
- Police and Public (1929)
- The Life Of Sir Walter Scott - Part I (1932)
- The Life Of Sir Walter Scott - Part II (1932)
- Should We Surrender Colonies? (1938)

## Legături externe
- Lucrări de S. Fowler Wright la Faded Page (Canada)
- Prefață scrisă de Brian Stableford pentru S. Fowler Wright's Short Stories
- Lucrări de S. Fowler Wright 1874 – 1965
- S. Fowler Wright la Internet Speculative Fiction Database